# Arthur Fitger
Arthur  Heinrich Wilhelm Fitger, född 4 oktober 1840, död 28 juni 1909, var en tysk poet och konstnär.
Fitger var mest betydande som dramatiker. Bland hans dramatiska verk märks Adalbert von Bremen (1873), Die Hexe (1875, översatt av Carl Snoilsky 1887, Die Rosen von Tyburn (1888), Jean Meslier (1894) och San Marcos Tochter (1903). Han utgav även diktverk, varibland särskilt märks Fahrendes Volk (1875) och Winternächte (1881). Ett urval av hans diter är Einsame Wege (1911). Som målare ägnade sig Fitger främst åt dekorativa monumentalmålningar, bland annat i Bremen.